# Джеймс, Шан
Шан Джеймс (англ. Siân James), полное имя Шан Кетрин Джеймс (англ. Siân Catherine James; род. 24 июня 1959, Морристон, графство Гламорган, Уэльс, Великобритания) — британская валлийская гражданская активистка и политик. Поддерживает права женщин, ЛГБТ и малоимущих граждан.
Член Лейбористской партии Великобритании. В 2005—2015 годах была членом парламента Великобритании от округа Восточный Суонси.

## Биография

### Ранние годы и личная жизнь
Родилась в деревне Морристон в графстве Гламорган 24 июня 1959 года, в семье владельца деревенского паба и домохозяйки. Детство Джеймс прошло в сельской местности в долине Суонси. Окончила среднюю школу Сефн Сизн в городе Нит на юге Уэльса. В шестнадцать лет вышла замуж за шахтёра Мартина Джеймса, от которого к двадцати годам родила двоих детей. О времени, когда она была простой домохозяйкой, Джеймс вспоминала так: «Пока мои кружевные шторы были самыми чистыми, мои дети были безукоризненно одеты, а их связанная вручную одежда сшита с любовью, я была счастлива».

### Активизм и политическая деятельность
В 1984 году во время забастовки шахтёров Джеймс открыла столовую, которая кормила более тысячи семей в неделю из девяти рабочих посёлков. Тогда же она познакомилась с благотворительной организацией «Лесбиянки и геи в поддержку шахтёров». История сотрудничества этой организации с бастующими шахтёрами легла в основу фильма «Гордость» режиссёра Мэттью Уорчаса, снятого в 2014 году, в котором роль Джеймс сыграла британская актриса Джессика Ганнинг. После забастовки Джеймс сдала продвинутый экзамен и поступила в университет Суонси на факультет валлийского языка. Во время обучения в университете участвовала в студенческом союзе и была активным членом женской группы. Завершив образование, работала в нескольких организациях социальной направленности. Последним местом работы Джеймс, перед тем, как она была избрана в парламент Великобритании, была должность директора организации «Помощь женщинам Уэльса».
В 2004 году выступила в качестве кандидата от Лейбористской партии Великобритании в округе Восточный Суонси. На прошедших в мае 2005 года всеобщих выборах она победила большинством в 11 249 голосов, став первой женщиной, представлявшей Восточный Суонси в парламенте страны, и одной из восьми женщин-парламентариев от Уэльса.
В Палате общин Великобритании Джеймс работала парламентским секретарём, представляя в парламенте Гарета Томаса, в то время министра торговли и Пола Мёрфи, государственного секретаря Уэлса, до своей отставки в марте 2009 года. Причинами своего решения она назвала переутомление и поддержку движения против приватизации части Королевской почты.
25 февраля 2014 года Джеймс объявила о своём намерении не баллотироваться в Палату общин на всеобщих выборах 2015 года. 26 сентября 2014 года она вошла в число двадцати пяти парламентариев-лейбористов, которые нарушили партийную дисциплину и проголосовали против возобновления авиационных ударов по Ираку. Джеймс занимает первое место в списке Лейбористской партии в округе Запад Южного Уэльса на выборах в мае 2021 года в парламент Уэльса.